# Yassine El Kharroubi
Yassine El Kharoubi (ur. 29 marca 1990 w Dreux) – marokański piłkarz grający na pozycji bramkarza. Od 2017 jest zawodnikiem klubu Wydad Casablanca.

## Kariera piłkarska
Swoją karierę piłkarską El Kharroubi rozpoczął w klubie En Avant Guingamp. W sezonie 2008/2009 zaczął grać w rezerwach tego klubu. Natomiast 14 września 2010 zadebiutował w pierwszym zespole Guingamp w przegranym 0:2 wyjazdowym meczu z SC Bastia. W sezonie 2010/2011 awansował z Guingamp z Championnat National do Ligue 2.
W 2011 roku El Kharroubi przeszedł do innego trzecioligowca US Quevilly. Swój debiut w nim zaliczył 5 sierpnia 2011 w wygranym 1:0 wyjazdowym meczu z US Orléans. W Quevily grał przez rok.
Latem 2012 roku El Kharroubi został zawodnikiem klubu FC Bourg-Péronnas. Swój debiut w nim zanotował 7 września 2012 w przegranym 1:2 wyjazdowym spotkaniu z Paris FC. W FC Bourg-Péronnas spędził jeden sezon.
W 2013 roku El Kharroubi przeszedł do marokańskiego klubu Maghreb Fez. Po pół roku gry w nim odszedł do Rapidu Bukareszt, gdzie był rezerwowym i nie zaliczył debiutu w lidze. Latem 2014 trafił do CSKA Sofia, gdzie przez pół roku również nie zaliczył ligowego debiutu. Na początku 2015 przeszedł do Wereji Stara Zagora, w której zadebiutował 20 września 2014 w przegranym 2:3 domowym meczu z Łokomotiwem Gorna Orjachowica. Występował w nim przez jeden sezon.
Latem 2015 roku El Kharroubi przeszedł do klubu Łokomotiw Płowdiw. Swój debiut w nim zaliczył 1 sierpnia 2015 w zremisowanym 1:1 wyjazdowym meczu z Botewem Płowdiw.
W 2017 roku El Kharroubi został piłkarzem klubu Wydad Casablanca.
| Sezon   | Klub                | Kraj     | Rozgrywki            | Mecze | Gole |
| ------- | ------------------- | -------- | -------------------- | ----- | ---- |
| 2008/09 | En Avant Guingamp B | Francja  | CFA                  | ?     | ?    |
| 2009/10 | En Avant Guingamp B | Francja  | CFA 2                | ?     | ?    |
| 2010/11 | En Avant Guingamp   | Francja  | Championnat National | 4     | 0    |
| 2011/12 | US Quevilly         | Francja  | Championnat National | 25    | 0    |
| 2012/13 | FC Bourg-Péronnas   | Francja  | Championnat National | 10    | 0    |
| 2013/14 | Maghreb Fez         | Maroko   | Botola               | 9     | 0    |
| 2013/14 | Rapid Bukareszt     | Rumunia  | Liga I               | 0     | 0    |
| 2014/15 | CSKA Sofia          | Bułgaria | A PFG                | 0     | 0    |
| 2014/15 | Wereja Stara Zagora | Bułgaria | B PFG                | 18    | 0    |
| 2015/16 | Łokomotiw Płowdiw   | Bułgaria | A PFG                | 28    | 0    |
| 2016/17 | Łokomotiw Płowdiw   | Bułgaria | A PFG                | 20    | 0    |
| 2017/18 | Wydad Casablanca    | Maroko   | Botola               | 5     | 0    |

## Kariera reprezentacyjna
W reprezentacji Maroka El Kharroubi zadebiutował 27 maja 2016 roku w wygranym 1:0 towarzyskim meczu z Kongiem. W 2017 roku został powołany do kadry na Puchar Narodów Afryki 2017.